# Анджело Страта
Анджело Страта (італ. Angelo Strata; 7 травня 1910, Генуя — ?) — італійський футболіст, що грав на позиції півзахисника.

## Кар'єра
Зіграв 2 матчі в Серії А за Ліворно у сезоні 1929/1930. Дебютував 18 травня 1930 року у матчі проти «Трієстіни» (2:0).
Наступні чотири сезони відіграв за клуб «Дженоа», в якому не був основним гравцем і провів лише 16 матчів в Серії А. Влітку 1930 року «Дженоа» брала участь у Кубку Мітропи. За волею жереба, команда другий рік поспіль в чвертьфіналі зіграла з віденським «Рапідом». В першому матчі в Генуї без Страти суперники зіграли внічию 1:1, а у Відні, уже за участі Анджело, впевнену перемогу здобули австрійці — 1:6.
Наступні п'ять сезонів грав за команду «Таранто», в складі якої був переможцем Серії D і Серії С. Також грав за «Грифоне-Аусонії» та у Вареззе.

## Статистика виступів
Статистика виступів у Кубку Мітропи
| №                      | Розіграш               | Стадія                 | Дата та місце проведення | Команда 1              | Рахунок | Команда 2 | Голи |
| ---------------------- | ---------------------- | ---------------------- | ------------------------ | ---------------------- | ------- | --------- | ---- |
| 1                      | 1930                   | 1/4                    | 3.09.1930 Відень         | Рапід (Відень)         | 6:1     | Дженоа    |      |
| Всього у кубку Мітропи | Всього у кубку Мітропи | Всього у кубку Мітропи | Всього у кубку Мітропи   | Всього у кубку Мітропи | 1       |           | 0    |

## Досягнення
- Переможець Першого дивізіону (Серія D): (1)

Таранто: 1934-1935
- Переможець Серія C: (1)

Таранто: 1936-1937